# Tysiachni
Tysiachni (del ruso: Тысячный) es un jútor del raión de Gulkévichi del krai de Krasnodar, en el sur de Rusia. Está situado 21 km al sur de Gulkévichi y 140 km al este de Krasnodar, la capital del krai. Tenía 1814 habitantes en 2010.
Es cabeza del municipio Tysiachnoye, al que pertenece asimismo Bratski y Vozdvizhenski.